# Тряско Мар'яна Василівна
Мар'я́на Васи́лівна Тряско (7 червня 1985, с. Тростянець — 24 вересня 2022, м. Запоріжжя) — українська військова, молодший сержант 102 ОБрТрО, бойова медикиня.

## Життєпис
Народилася 7 червня 1985 року в селі Тростянець Івано-Франківської області. Зростала в патріотичній родині. Її прадідусь організував шпиталь за своїм сараєм для вояків УПА. Прадіда вбили співробітники НКВД.
Навчалася в Івано-Франківському медичному фаховому коледжі.
Працювала медсестрою в Долинській лікарні в реанімаційному та терапевтичному відділеннях.
У 2008-му році виїхала в Італію. Останні 14 років мешкала в Італії, працювала медиком. Там вона вийшла заміж та народила двох дітей.
У селі Тростянець будувала будинок і планувала приїздити сюди з рідними.
Після початку російського вторгнення в Україну, коли по телебаченню в Італії побачила сюжет про те, що в Україні не вистачає медиків і знайшовши вакансію медика в 102 ОБрТрО, у квітні 2022 стала на захист України. Бойовий медик 102 ОБрТрО.
Потрапила під великокаліберний артилерійський обстріл в Запорізькій області. Укриття, в якому вона перебувала, не витримало потужного удару. Зазнала множинних поранень і важких травм. Кілька днів військові лікарі боролися за її життя, але вона таки померла у лікарні в Запоріжжі.
Похорон відбувся 28 вересня 2022 в рідному селі.
Залишилися син Едуард та донька Роберта.